# Georgetown (Guiana)
Georgetown (pronunciado em inglês: [ˈdʒɔː(ɹ)dʒˌtaʊn]) é a capital e maior cidade da Guiana. É o centro cultural e político-econômico do país, com uma população estimada de 300 360 habitantes (2010). Localiza-se na costa do Oceano Atlântico, na foz do Rio Demerara, nas coordenadas 6°47' N e 58°10' O.  

## História
A cidade foi fundada em 1781 por britânicos, com o nome de Georgetown, porém tomada pelos Franceses em 1784, chegando a controle neerlandês em 1784, quando foi chamada de Stabroek. No entanto, foi rebatizada Georgetown em 1812, depois que os britânicos ocuparam a colônia durante as Guerras Napoleônicas. Georgetown permaneceu como capital da Guiana Britânica até sua independência, em 1966, quando tornou-se a atual capital do novo país.

## Geografia

### Clima
Georgetown tem um clima quente de floresta tropical durante todo o ano. A umidade relativa flutua ao longo do ano, com as maiores ocorrendo em maio, junho, agosto e dezembro-janeiro; esses meses são geralmente a parte mais chuvosa do ano. Entre os meses de setembro a novembro, a umidade relativa é menor, inaugurando a estação mais seca.
Georgetown não tem realmente uma estação seca - a precipitação mensal em todos os 12 meses é superior a 60 milímetros. Devido à sua localização, as temperaturas de Georgetown são moderadas pelos ventos alísios do nordeste soprando do Atlântico Norte e, portanto, raramente vê temperaturas acima de 31 graus Celsius.
| Dados climatológicos para Georgetown (1961–1990) | Dados climatológicos para Georgetown (1961–1990) | Dados climatológicos para Georgetown (1961–1990) | Dados climatológicos para Georgetown (1961–1990) | Dados climatológicos para Georgetown (1961–1990) | Dados climatológicos para Georgetown (1961–1990) | Dados climatológicos para Georgetown (1961–1990) | Dados climatológicos para Georgetown (1961–1990) | Dados climatológicos para Georgetown (1961–1990) | Dados climatológicos para Georgetown (1961–1990) | Dados climatológicos para Georgetown (1961–1990) | Dados climatológicos para Georgetown (1961–1990) | Dados climatológicos para Georgetown (1961–1990) | Dados climatológicos para Georgetown (1961–1990) |
| Mês                                              | Jan                                              | Fev                                              | Mar                                              | Abr                                              | Mai                                              | Jun                                              | Jul                                              | Ago                                              | Set                                              | Out                                              | Nov                                              | Dez                                              | Ano                                              |
| ------------------------------------------------ | ------------------------------------------------ | ------------------------------------------------ | ------------------------------------------------ | ------------------------------------------------ | ------------------------------------------------ | ------------------------------------------------ | ------------------------------------------------ | ------------------------------------------------ | ------------------------------------------------ | ------------------------------------------------ | ------------------------------------------------ | ------------------------------------------------ | ------------------------------------------------ |
| Temperatura máxima média (°C)                    | 28,6                                             | 28,9                                             | 29,2                                             | 29,5                                             | 29,4                                             | 29,2                                             | 29,6                                             | 30,2                                             | 30,8                                             | 30,8                                             | 30,2                                             | 29,1                                             | 29,6                                             |
| Temperatura média (°C)                           | 26,1                                             | 26,4                                             | 26,7                                             | 27,0                                             | 26,8                                             | 26,5                                             | 26,6                                             | 27,0                                             | 27,5                                             | 27,6                                             | 27,2                                             | 26,4                                             | 26,8                                             |
| Temperatura mínima média (°C)                    | 23,6                                             | 23,9                                             | 24,2                                             | 24,4                                             | 24,3                                             | 23,8                                             | 23,5                                             | 23,8                                             | 24,2                                             | 24,4                                             | 24,2                                             | 23,8                                             | 24,0                                             |
| Chuva (mm)                                       | 185,2                                            | 88,5                                             | 111,0                                            | 140,5                                            | 285,5                                            | 327,7                                            | 268,0                                            | 201,4                                            | 97,5                                             | 107,2                                            | 185,9                                            | 261,9                                            | 2 260,3                                          |
| Dias com chuva                                   | 16                                               | 10                                               | 10                                               | 12                                               | 19                                               | 23                                               | 21                                               | 15                                               | 9                                                | 9                                                | 12                                               | 18                                               | 174                                              |
| Insolação (h)                                    | 201,0                                            | 208,6                                            | 219,7                                            | 197,9                                            | 178,8                                            | 156,7                                            | 201,6                                            | 233,7                                            | 229,8                                            | 235,3                                            | 210,9                                            | 186,6                                            | 2 460,6                                          |
| Fonte: NOAA                                      |                                                  |                                                  |                                                  |                                                  |                                                  |                                                  |                                                  |                                                  |                                                  |                                                  |                                                  |                                                  |                                                  |

## Demografia
Dos 235 017 habitantes de Georgetown, cerca de 53% possuem ascendência indiana; 24% são mestiços; 20% são negros ou afrodescendentes;  1,1% são indígenas; 0,4% possuem ascendência portuguesa; 0,35% possuem ascendência chinesa e 0,15% são brancos, mas não de ascendência portuguesa. Além destes, 1,7% não declararam sua composição étnica.

## Infraestrutura
Açúcar, madeiras, cana-de-açúcar, bauxita, ouro e diamantes são exportados através de seu porto. Na cidade fica a Universidade da Guiana, construída em 1963, bem como a Catedral de São Jorge (St. George's Cathedral), bom exemplo da arquitetura vitoriana em madeira. Apesar disso, grande parte da cidade foi destruída nos incêndios de 1945 e 1951, já que muitas das casas e dos edifícios públicos haviam sido construídos em madeira. Atualmente, é repleta de ruas e avenidas arborizadas e apresenta vários canais que providenciam drenagem, já que está assentada abaixo do nível do mar.

## Política
Georgetown é a sede do governo da Guiana. Todos os departamentos executivos estão localizados na capital. Lá, se encontram o edifício do parlamento (a sede do poder legislativo guianense) e a mais alta corte judicial do país. As residências oficiais do chefe de estado, assim como do chefe de governo, estão situadas na que é a cidade mais importante do país. A cidade ocupa, ao mesmo tempo, as funções de capital política e econômica do país. É uma cidade irmã de St. Louis, no Missouri, nos Estados Unidos.

## Economia
Georgetown é a cidade mais importante da Guiana. Dentro da área metropolitana, localiza-se a sede da Comunidade Caribenha, órgão que integra economicamente os países do Caribe. Também possui um porto que está se ampliando rapidamente. A cidade está passando por um grande processo de desenvolvimento econômico. Seu aeroporto, o Aeroporto Internacional Cheddi Jagan, é o mais importante do país. A cidade tem muitos projetos de rodovia em construção. A Rodovia da Costa Leste foi finalizada em 2005. Esta cidade possui uma grande porção da produção guianesa e também é o centro comercial mais importante do país.

### Turismo
Há muitas atrações turísticas em Georgetown, incluindo a Catedral de St. George de Georgetown, Mercado Stabroek, Demerara Harbour Bridge, o museu Guiana e o Pegasus Hotel. Georgetown recebe mais de 450 mil turistas por ano, que é quase 86% do turismo total da Guiana.

## Transportes

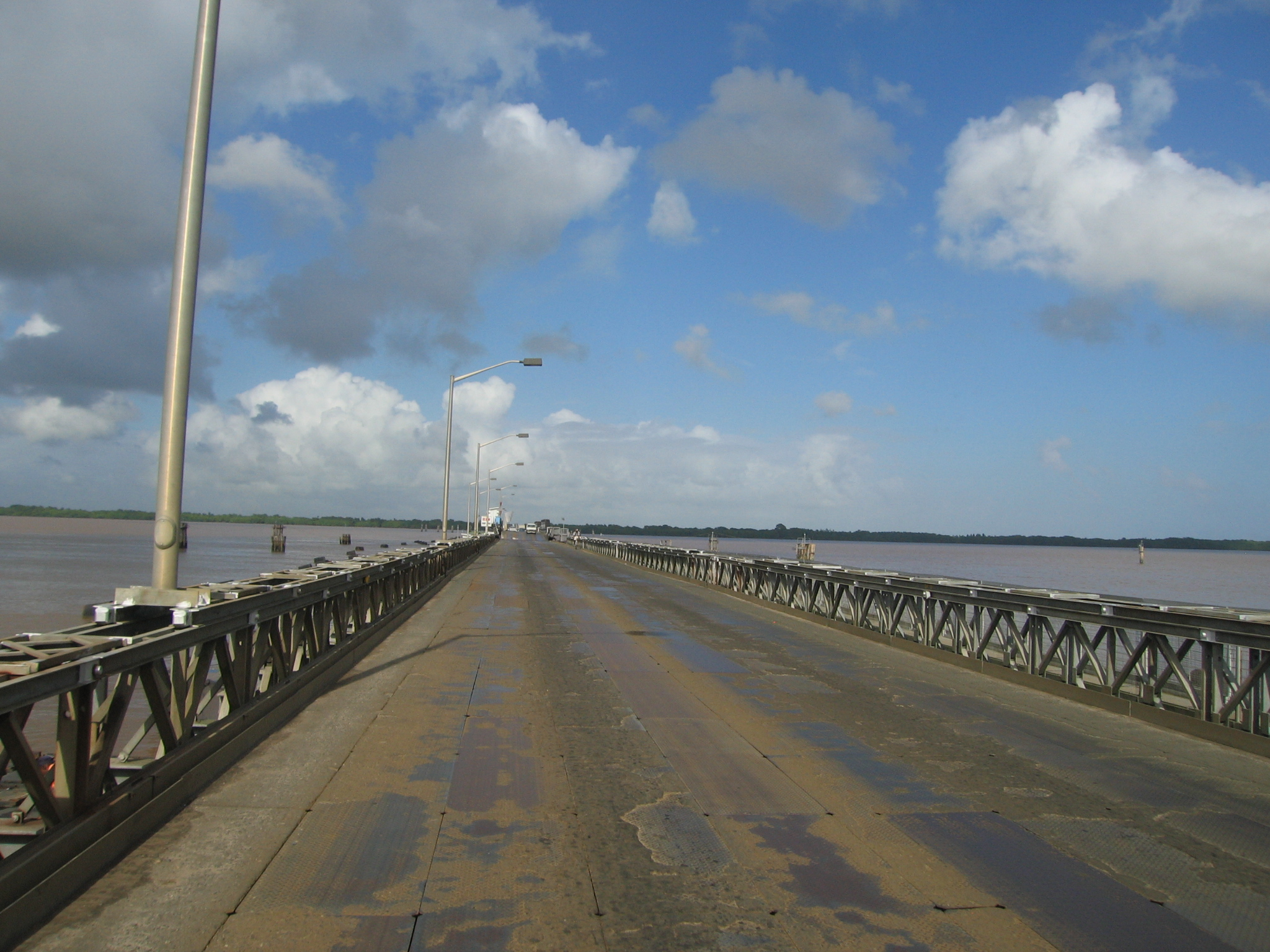
Ponte do porto de Demerara sobre o rio de mesmo nome

Georgetown é servida pelo Aeroporto Internacional Cheddi Jagan, localizado a 41 km ao sul da cidade. Há voos internacionais, via conexões, para Nova Iorque, Miami, Toronto, Bridgetown, Port of Spain, Paramaribo e, mais recentemente, Boa Vista. Há também um serviço regular de ônibus entre Georgetown e Boa Vista, no Brasil, e as conexões para Paramaribo, no Suriname, dão-se através de uma travessia de balsa no rio Corentyne.
O transporte na cidade é predominantemente de carro, ônibus ou barco. A ponte do rio Berbice também faz ligação de Georgetown a outras cidades próximas.